# Skepi
Skepi – wymarły język kreolski, powstały na bazie języka niderlandzkiego. Używany był w Gujanie w regionie Essequibo. Nie był wzajemnie zrozumiały z Berbice Nederlands, także używanym w Gujanie. Został sklasyfikowany jako martwy w 1998 roku. Ian Robertson zaczął badać skepi, kiedy był on już martwy, więc jest on znany bardzo słabo i tylko dzięki potomkom użytkowników, którzy zapamiętali pojedyncze zdania.